# Peter Buckley
Peter Buckley (Douglas (Man), 2 augustus 1944 – Leeds, 4 juli 1969) was een Manx wielrenner.
Buckley won bij de British Empire and Commonwealth Games van 1966 in Kingston de gouden medaille in de wegwedstrijd. Het was de enige medaille die het eiland Man zou winnen tijdens de Games in Jamaica. In juni 1969 won hij de amateureditie van de Manx International Road Race.
In juli 1969 kwam Buckley tijdens een trainingsrit in een botsing met een loslopende hond. Hij stierf twee dagen later aan een hersenbeschadiging in een ziekenhuis in Leeds. De Britse wielrenbond eerde de naam van Peter Buckley door jaarlijks de Peter Buckley Prijs uit te reiken aan de nationaal juniorenkampioen bij de wegwedstrijd.